# Henk Rogers
Henk Brouwer Rogers (nascido em 24 de dezembro de 1953) é um designer de videogame holandês e empresário de ascendência indonésia. Ele é conhecido por produzir o primeiro jogo RPG baseado em turnos do Japão, The Black Onyx, e assegurar os direitos de distribuição do jogo russo Tetris em consoles de videogame onde o jogo encontrou popularidade, também ficou conhecido como o fundador da Bullet-Proof Software. (posteriormente renomeada de Blue Planet Software) e The Tetris Company, que licencia a marca registrada Tetris. Ele foi fundamental na resolução de disputas de licenciamento que levaram Tetris ao Game Boy. Hoje, ele é diretor administrativo da The Tetris Company.

## Carreira
Rogers foi aluno da turma de 1972 da Stuyvesant High School . Mais tarde, ele se mudou para o Havaí, onde prosseguiu estudos em Ciência da Computação na Universidade do Havaí.
Durante a década de 1980, como fundador e CEO da Bullet-Proof Software, Rogers desenvolveu um interesse em Tetris, um jogo projetado por Alexey Pajitnov que estava ganhando popularidade na Europa. Rogers percebeu que o jogo tinha um enorme potencial de mercado global e decidiu adquirir os seus direitos. Para conseguir isso, ele negociou um acordo com a Nintendo para garantir os direitos para seu próximo sistema Game Boy e depois fez uma viagem à União Soviética para negociar com a Elektronorgtechnica (ELORG), uma empresa de desenvolvimento de software. Durante a reunião com a administração da ELORG, ele conseguiu convencê-los sobre as perspectivas do Tetris no mercado global, resultando em um negócio bem-sucedido.
O acordo com a ELORG concedeu a Rogers os direitos internacionais do Tetris para sistemas de jogos domésticos. A partir daí, ele promoveu o jogo, que acabou se tornando um sucesso global, principalmente devido ao seu lançamento no sistema portátil de jogos da Nintendo, o Game Boy. Este sucesso levou ao estabelecimento da The Tetris Company, co-fundada por Rogers e Pajitnov.
Além do Tetris e de outros empreendimentos de videogame, Rogers fundou ou foi cofundador de diversas organizações e empresas comunitárias e orientadas para a sustentabilidade.
A primeira delas foi a Blue Planet Foundation, uma instituição de caridade pública 501(c)(3) focada em atividades de defesa de direitos, que Rogers fundou em 2007 para conscientizar e promover ações em prol da energia limpa no Havaí. Em 2015, a fundação liderou a campanha para tornar o Havaí o primeiro estado dos Estados Unidos a ter uma lei de energia 100% renovável .
Depois disso, Rogers se juntou a sua filha Maya Rogers e ao investidor anjo local Chenoa Farnsworth para lançar a Blue Startups, uma aceleradora de startups com sede em Honolulu para orientar, investir e incentivar a fundação de startups de tecnologia, especialmente aquelas que atendem a região do Pacífico e/ou ou várias áreas de interesse específicas.
Em 2015, Rogers fundou então a Blue Planet Energy, um dos principais fornecedores de sistemas de armazenamento de energia (ou seja, baterias) que alimentam residências, empresas e infraestruturas críticas. As baterias de íon-lítio da Blue Planet Energy usam uma química de fosfato ferroso de lítio (LFP) em vez de química de níquel manganês cobalto (NMC). Rogers acredita que o LFP é mais ecologicamente correto devido ao fato de as baterias não serem combustíveis e não necessitarem de elementos de terras raras.
Rogers também é presidente do Centro Espacial Internacional do Pacífico para Sistemas de Exploração (PISCES) e fundador da International MoonBase Alliance, que desenvolveu o Hawaii Space Exploration Analog and Simulation (HI-SEAS), um habitat analógico de Marte e da Lua de 1.200 pés quadrados em Mauna loa . A missão principal da PISCES é desenvolver e fazer crescer uma indústria aeroespacial no Havai através de investigação aplicada, desenvolvimento de força de trabalho e iniciativas de desenvolvimento económico .

## Representações
Rogers é interpretado pelo ator galês Taron Egerton no filme Tetris de 2023.